# Дружинино
Дружи́нино — посёлок городского типа в Нижнесергинском районе Свердловской области. Административный центр Дружининского городского поселения в составе Нижнесергинского муниципального района. Основан в 1915 году при строительстве железной дороги Казань — Екатеринбург как посёлок при станции Дружинино.. Статус посёлка городского типа — с 1938 года..

## География
Дружинино расположено в лесах на левом берегу реки Утки, в 19 км к северо-востоку от Нижних Серёг, в 28 км к юго-западу от Первоуральска и в 65 км к западу от Екатеринбурга.

## Население
| 1959  | 1970  | 1979  | 1989  | 2002  | 2009  | 2010  |
| ----- | ----- | ----- | ----- | ----- | ----- | ----- |
| 4709  | ↘4703 | ↘3361 | ↗3954 | ↘2945 | ↗3000 | ↗3793 |
| 2011  | 2012  | 2013  | 2014  | 2015  | 2016  | 2017  |
| ↗4619 | ↘3773 | ↗3799 | ↘3769 | ↘3741 | ↘3724 | ↘3639 |
| 2018  | 2019  | 2020  | 2021  | 2023  |       |       |
| ↘3619 | ↘3591 | ↗3603 | ↘3100 | ↘3083 |       |       |

Примечание. До 2024 г. в составе учитывалось население пгт. Новые Серги, оценка этого населения на 2023 г.: 1110.

## Инфраструктура

### Экономика
- Дружининский карьер известняка[22]
- Железнодорожная станция Дружинино

## Транспорт
Вблизи посёлка находится пересечение автодорог Р242 Пермь — Екатеринбург и Новоуральск — Нижние Серги — Арти.

### Железнодорожная станция
Дружинино — узловая станция Свердловской железной дороги на пересечении магистралей Москва — Казань — Екатеринбург и Чусовская — Кузино — Бердяуш — Бакал (историческая Западно-Уральская железная дорога). Станция стыкования родов тока.
Железная дорога Екатеринбург — Казань — двухпутный магистральный ход с преобладанием грузового движения (десятки пар поездов в сутки).
Направление на Бердяуш — незначительные грузовые перевозки с подавляющим преобладанием местных грузов до станций Михайловский Завод и Нижнесергинская, сквозные грузовые перевозки периодически возобновляются исключительно для пропуска порожняка, пригородные поезда — в летний период по выходным дням до ст. Михайловский Завод. До 1994 года курсировал пассажирский поезд «Чусовская — Бакал». В 1960-х годах планировалась полная электрификация всего направления. Проект был свёрнут, едва начавшись. Ныне — 2 коротких электрифицированных участка (Бакал — Бердяуш и Дружинино — Кузино). Сильный спад объёмов грузоперевозок и отмена единственного пассажирского поезда негативно отразились на всём направлении.
Направление на Кузино практически законсервировано, хотя и поддерживается в исправном состоянии.